# امیل آنتونیو
امیل آنتونیو (انگلیسی: Émile Antonio) (زادهٔ ۲۲ آوریل ۱۹۲۸ – درگذشتهٔ ۲۰ سپتامبر ۲۰۲۲) بازیکن فوتبال اهل فرانسه بود.
از باشگاه‌هایی که در آنها بازی کرده بود می‌توان به باشگاه فوتبال المپیک لیون و باشگاه فوتبال نیس اشاره کرد.